# Aeroportul Mifflin County
Aeroportul Mifflin County (IATA: RED, ICAO: KRVL, FAA LID: RVL) este un aeroport din Pennsylvania, Statele Unite ale Americii ce deservește zona Lewistown⁠(d).
Situat la o altitudine de 249 m, aeroportul dispune de 1 pistă.

## Infrastructură

### Piste
Aeroportul dispune de o singură pistă. Pista 6/24 are suprafața de asfalt și dimensiunile 5.001 picioare × 75 picioare. 